# Lethe whitelyi
Lethe whitelyi är en fjärilsart som beskrevs av Butler 1867. Lethe whitelyi ingår i släktet Lethe och familjen praktfjärilar. Inga underarter finns listade i Catalogue of Life.